# District Asjinski
Het district Asjinski (Russisch: Ашинский район) is een gemeentelijk district in het westen van de Russische oblast Tsjeljabinsk. Het district heeft een oppervlakte van 2.792 km² en had 37.045 inwoners bij de volkstelling van 2002 tegen 43.876 bij de volkstelling van 1989. Het bestuurlijk centrum is de gelijknamige stad Asja.

## Bestuurlijke indeling
Onder de jurisdictie van het district vallen de steden Sim en Minjar), de nederzetting met stedelijk karakter Kropatsjovo, 5 selsovjets (Biejanski, Jeralski, Ilekski, Pervomajski en Oekski) en 22 dorpen en gehuchten (posjoloks, selo's en derevnja's).